# Darmstadt-Dieburger Nahverkehrsorganisation

Logo

Die Darmstadt-Dieburger Nahverkehrsorganisation (DADINA) ist die lokale Nahverkehrsgesellschaft des Landkreises Darmstadt-Dieburg und der Wissenschaftsstadt Darmstadt. Sie ist verantwortlich für die Planung, Organisation und Koordination des lokalen öffentlichen Personennahverkehrs.
Einige wichtige Projekte hat die DADINA auf den Weg gebracht, unter anderem die Schülerjahreskarte „MobiTick“ sowie das „SeniorTicket der DADINA“. Auch wurden einige Verkehrskonzepte im Bus- und Schienenverkehr umgesetzt. Mit dem aufkommenden Wettbewerb im öffentlichen Nahverkehr fällt der DADINA als Lokale Nahverkehrsgesellschaft auch die Durchführung von Ausschreibungen zu.

## Geschichte
Die DADINA wurde am 1. Juli 1997 als gemeinsamer Zweckverband des Landkreises Darmstadt-Dieburg und der Wissenschaftsstadt Darmstadt gegründet, um den öffentlichen Personennahverkehr im regionalen und lokalen Bereich zu organisieren.
Seit Januar 2006 betreibt die DADINA zusammen mit der HEAG mobilo GmbH die RMV-Mobilitätszentrale Darmstadt am Hauptbahnhof.
Seit August 2008 gelten u. a. im DADINA-Gebiet verbindliche Kundengarantien. So bekommen Fahrgäste im DADINA-Gebiet bei Verspätung einer Straßenbahn- oder Buslinie ab zehn Minuten den Fahrpreis zurückerstattet.